# Dolní Bojanovice
Dolní Bojanovice är en ort i Tjeckien.   Den ligger i regionen Södra Mähren, i den sydöstra delen av landet, 230 km sydost om huvudstaden Prag. Dolní Bojanovice ligger 174 meter över havet och antalet invånare är 2 859.
Terrängen runt Dolní Bojanovice är platt. Runt Dolní Bojanovice är det tätbefolkat, med 319 invånare per kvadratkilometer. Närmaste större samhälle är Hodonín, 7,7 km öster om Dolní Bojanovice. Trakten runt Dolní Bojanovice består till största delen av jordbruksmark.